# Квинцато, Мануэль
Мануэль Квинцато (итал. Manuel Quinziato; ; род. 30 октября 1979, Больцано, Италия) — итальянский профессиональный  шоссейный велогонщик, выступающий с 2011 года за команду CCC Team. Двукратный Чемпион мира в командной гонке на время. Чемпион Италии в индивидуальной гонке 2016 года.

## Победы
2001
- 1-й — Чемпионат Европы U-23 — Индивидуальная гонка
- 1-й на этапе 2 — GP Tell
- 1-й на этапе 1 — Giro delle Regione

2002
- 4-й — Тур Бельгии

2003
- 2-й — Чемпионат Италии в индивидуальной гонке

2004
- 3-й — Кубок Японии
- 9-й — Тур Бельгии

2005
- 9-й — Тур Катара
- 10-й — Trofeo Laigueglia

2006
- 5-й — Энеко Тур
  - 1-й на этапе 1
- 6-й — Тур Дании

2007
- 4-й — E3 Харелбеке
- 4-й — Гран-при Фурми

2008
- 2-й — Три дня Де-Панне
- 2-й — Chrono des Nations

2009
- 4-й — Три дня Де-Панне
- 9-й — Париж — Рубе
- 9-й — Гент — Вевельгем

2010
- 10-й — Три дня Де-Панне

2011
- 8-й — Омлоп Хет Ниувсблад

2012
- 8-й — Тур Бельгии

2014
- 1-й  Чемпионат мира — Командная гонка

2015
- 1-й  Чемпионат мира — Командная гонка
- 1-й на этапе 9(TTT) — Тур де Франс
- 1-й на этапе 3(ТТТ) — Критериум Дофине
- 1-й на этапе 7 — Энеко Тур 2015

2016
- 1-й  — Чемпионат Италии в индивидуальной гонке
- 1-й на этапе 1(ТТТ) — Тиррено — Адриатико
- 1-й на этапе 5(ТТТ) — Энеко Тур
- 2-й — Чемпионат мира — Командная гонка
- 4-й — Тур Катара

## Статистика выступлений на Гранд Турах
- Тур де Франс
  - Участие:9
    - 2005: 131
    - 2006: 80
    - 2007: 113
    - 2008: 130
    - 2010: 162
    - 2011: 115
    - 2012: 109
    - 2013: 85
    - 2015: 120; Победа на этапе 9 (ТТТ)
- Джиро д'Италия
  - Участие:4
    - 2003: 86
    - 2009: 106
    - 2014: 112
    - 2016: 117
- Вуэльта Испании
  - Участие:5
    - 2004: 94
    - 2008: сход на 18 этапе; Победа на этапе 1 (ТТТ)
    - 2009: 126
    - 2011: 131
    - 2014: 68